# Bakyt Bechimov
Bakyt Bechimov (né Baktybek Bechimov, en russe : Бактыбек Жолчубекович Бешимов), né en 1954, est une personnalité politique kirghize, leader du Parti social-démocrate du Kirghizistan. Bakyt Bechimov est une figure de l'opposition célèbre pour ses opinions libérales, et s'exprime contre les régimes de Kourmanbek Bakiev et d'Askar Akaïev,.

## Biographie

### Carrière académique
Bechimov commence sa carrière en tant que professeur à l'Université nationale kirghize. En 1991, il est nommé président de l'Université d'État d'Och, devenant ainsi le plus jeune président d'une université au Kirghizistan. De 2006 à 2008, Bechimov est vice-président et prévôt de l'Université américaine d'Asie centrale.
Actuellement, Bechimov est un chercheur invité, au Massachusetts Institute of Technology Center for International Studies, ainsi qu'au Centre Davis pour les études russes et eurasiennes de l'université Harvard.
En 2019, Bechimov reçoit le prix Excellence en enseignement de l'université du Nord-Est.

### Carrière politique
Alors qu'il est président de l'Université d'État d'Och, Bechimov critique de plus en plus ouvertement le président de l'époque Askar Akaïev. Des réformes efficaces de l'Université d'Etat lui font gagner une grande popularité parmi les étudiants. Les étudiants protestent, lorsque l'activité politique de Bechimov provoque son licenciement. La même année, Bechimov se porte candidat comme député parlementaire à partir d'un district d'Och, et remporte une victoire écrasante. Bechimov devient un leader important de l'opposition. Parallèlement, il y a de nombreuses tentatives d'assassinat et de mise en prison par le régime Akaïev. Bechimov joue un rôle majeur dans les négociations avec Askar Akaïev pour céder certains postes à l'opposition. En vertu de l'accord conclu en 2000, Bechimov est nommé ambassadeur du Kirghizistan en Inde avec accréditation simultanée au Bangladesh, au Népal et au Sri Lanka. Après la révolution des Tulipes, Bechimov retourna au Kirghizistan pour servir comme vice-président de l'Université américaine d'Asie centrale. Bechimov était un fervent partisan de la révolution des Tulipes et y croyait. Après que le nouveau gouvernement n'ait pas tenu les promesses faites pendant la Révolution, et revient à une politique autoritaire, Bechimov se réengage en politique, s'opposant à Kourmanbek Bakiev.
Bechimov met en place des politiques visant à empêcher les autres membres de l'Organisation de coopération de Shanghai de s'ingérer dans les affaires intérieures du Kirghizistan.
À la veille des élections législatives de 2010, Bechimov critique le gouvernement pour avoir prévu de fermer les universités pendant la durée des élections, argumentant que l'éducation n'est pas une priorité pour le gouvernement.
En 2009, Bechimov obtient l'asile politique aux États-Unis après avoir survécu à plusieurs tentatives d'assassinat.